# 岡山県道348号堀坂勝北線
岡山県道348号堀坂勝北線（おかやまけんどう348ごう ほりさかしょうぼくせん）は、岡山県津山市を通る一般県道である。

## 概要
津山市堀坂と津山市新野東を結ぶ。

### 路線データ
- 起点：津山市堀坂（岡山県道・鳥取県道6号津山智頭八東線交点）
- 終点：津山市新野東（工門交差点、国道53号交点、岡山県道415号工門勝央線起点）
- 総延長：4.7 km

## 歴史
- 1960年（昭和35年）3月18日 - 岡山県告示第335号により認定される。
- 1972年（昭和47年） - 岡山県の県道番号再編により現行の路線番号に変更される。
- 2005年（平成17年）2月28日 - 勝田郡勝北町が津山市に編入されたことに伴い終点の地名表記が変更される（勝田郡勝北町新野東→津山市新野東）。

## 地理

### 通過する自治体
- 津山市

### 交差する道路
| 交差する道路                        | 交差する場所 | 交差する場所                |
| ----------------------------------- | ------------ | --------------------------- |
| 岡山県道・鳥取県道6号津山智頭八東線 | 堀坂         | 起点                        |
| 国道53号 岡山県道415号工門勝央線    | 新野東       | 工門（くもん）交差点 / 終点 |

### 沿線
- JR西日本因美線 美作滝尾駅（起点付近）
- 津山市立新野小学校
- 津山市役所 勝北支所